# Posta Sándor
Posta Sándor (?– ) magyar labdarúgóedző. Jelenleg a zambiai másodosztályban szereplő Livingstone Pirates edzője.

## Élete
Korábban alsóbb osztályú hajdúsági csapatoknál dolgozott edzőként. Debrecenben dolgozott a Debreceni VSC U–14-es, a Debreceni Kinizsi SE, és a Debreceni FSE csapatánál. Ezután külföldre került. Útja Afrikába, Zimbabwéba vezetett. Úgy ült le a fővárosi Motor Action Football Club kispadjára, hogy azt állította, megnyerte a Debreceni VSC-vel a 2002–03-as és a 2004–05-ös magyar első osztályú bajnokságot. Ez nem igaz, mivel a Loki 2003-ban nem is volt magyar bajnok, 2005-ben pedig Supka Attila vezetésével végzett az első helyen. Sőt Posta nem is dolgozott soha a Debrecen első csapatánál. Ő azonban cáfolta, hogy mondott volna ilyet.
Zimbabwéban nem volt sikeres, csapata sorozatban szenvedte el a vereségeket, és az utolsó előtti helyen állt az első osztályban. Eric Rosen, a csapat tulajdonosa ezért felállította a kispadról, és kinevezte technikai igazgatónak. Az új edzővel a Motor Action egyből 6–0-ra győzte le az ősi riválisnak számító Lengthens csapatát. Posta erre azt nyilatkozta, hogy bár az új edző részt vállalt a sikerben, ez az ő korábbi munkájának a gyümölcse is. Miután végleg távozott, a zambiai másodosztály déli csoportjában szereplő Livingstone Piratesnél kapott állást. Azt ígéri, hogy élvonalbeli együttest csinál a Kalózokból. A csapatról nagyon keveset lehet tudni, nincs sem hivatalos, sem semmilyen honlapja, a Transfermarkton sem található meg, és zambiai ligákat listázó oldalakon is alig lehet rálelni egy-két információra a klubról. Rendelkezik UEFA B kategóriás edzői engedéllyel és magyar egyetemi labdarúgóedzői diplomával.